# 키라임 파이
키라임 파이(Key lime pie)는 키라임 및 노른자로 만들어졌으며, 파이 껍질 속에 연유가 들어있는 음식이다. 전통적인 바하마인의 제조법에서는 노른자를 사용해 머랭 과자를 토핑한다. 키라임 파이는 플로리다키스 제도 전역에 자생하는 작은 키라임으로부터 이름이 붙여졌다. 키라임은 씨가 많아 취급하기 힘들고 노란 과피는 부패하기 쉽지만, 많은 미국 식료품점에서 일 년 내내 판매되는 타히티 라임(페르시아라임)보다 산도가 높고 향긋하다.
플로리다 키스 제도에서는 냉장배송이 도입될 때까지 우유는 일용품이 아니었기 때문에, 키라임 파이는 연유로 만들어졌다.
키라임의 과즙은 보통의 라임 품종 과즙과 달리 담황색이다. 키라임 파이의 속재료도 주로 노른자를 사용하며 황색이다. 착색료와 파이 속재료를 초록으로 하는 경우도 있다.
속재료를 혼합하는 동안, 연유와 키라임 과즙의 산(酸)과의 반응이 일어나고, 단단해져 속재료를 굽지 않아도 된다. 이리하여 처음 키라임 파이를 만들기 시작할 땐 파이를 굽지 않았다. 굽지 않아도 파이는 단단했기 때문이다. 그러나 현재는 날달걀의 식품적 안전성 때문에 단시간 동안 굽는 과정이 있다.

## 사진

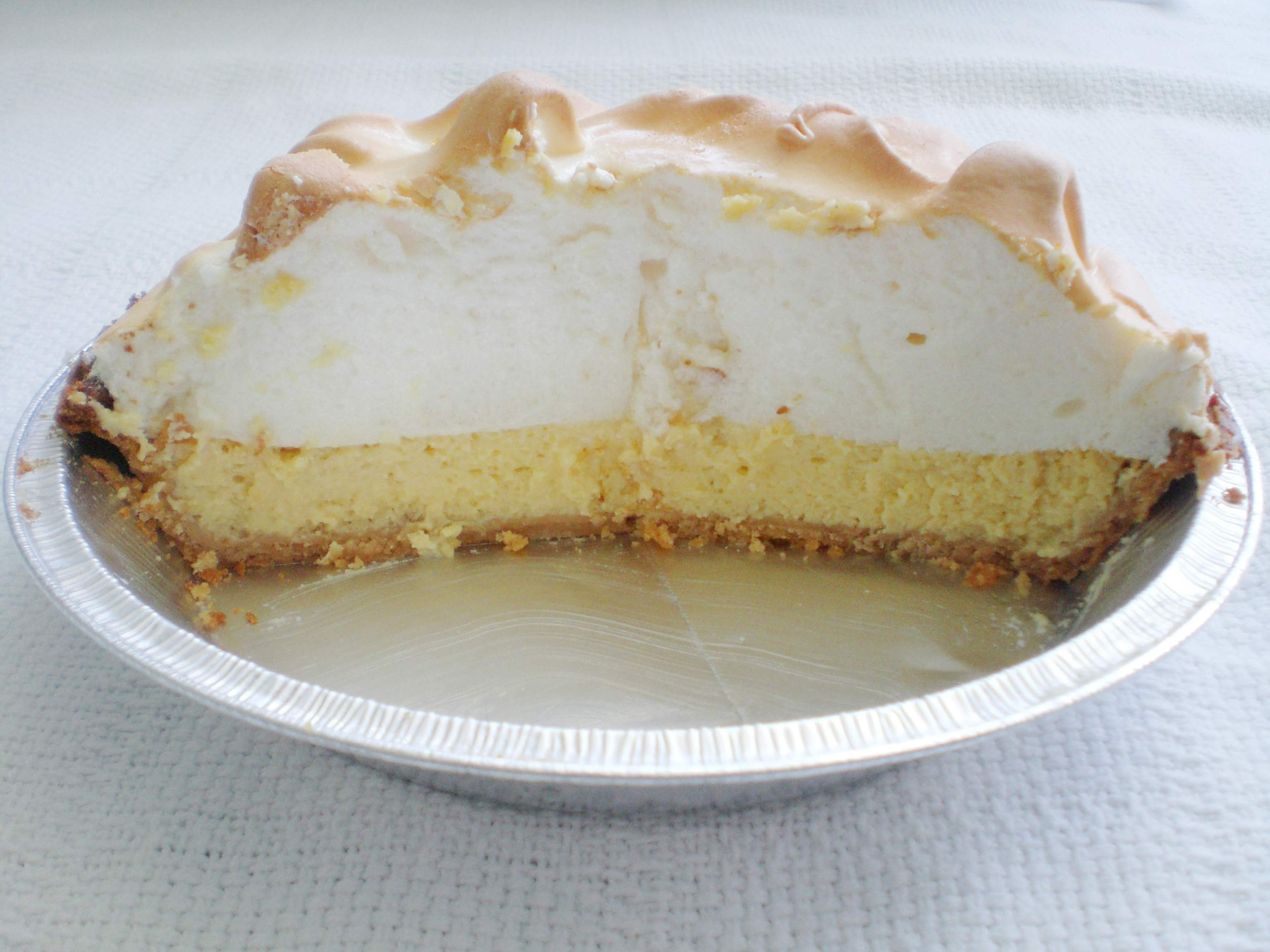
키라임 파이 단면
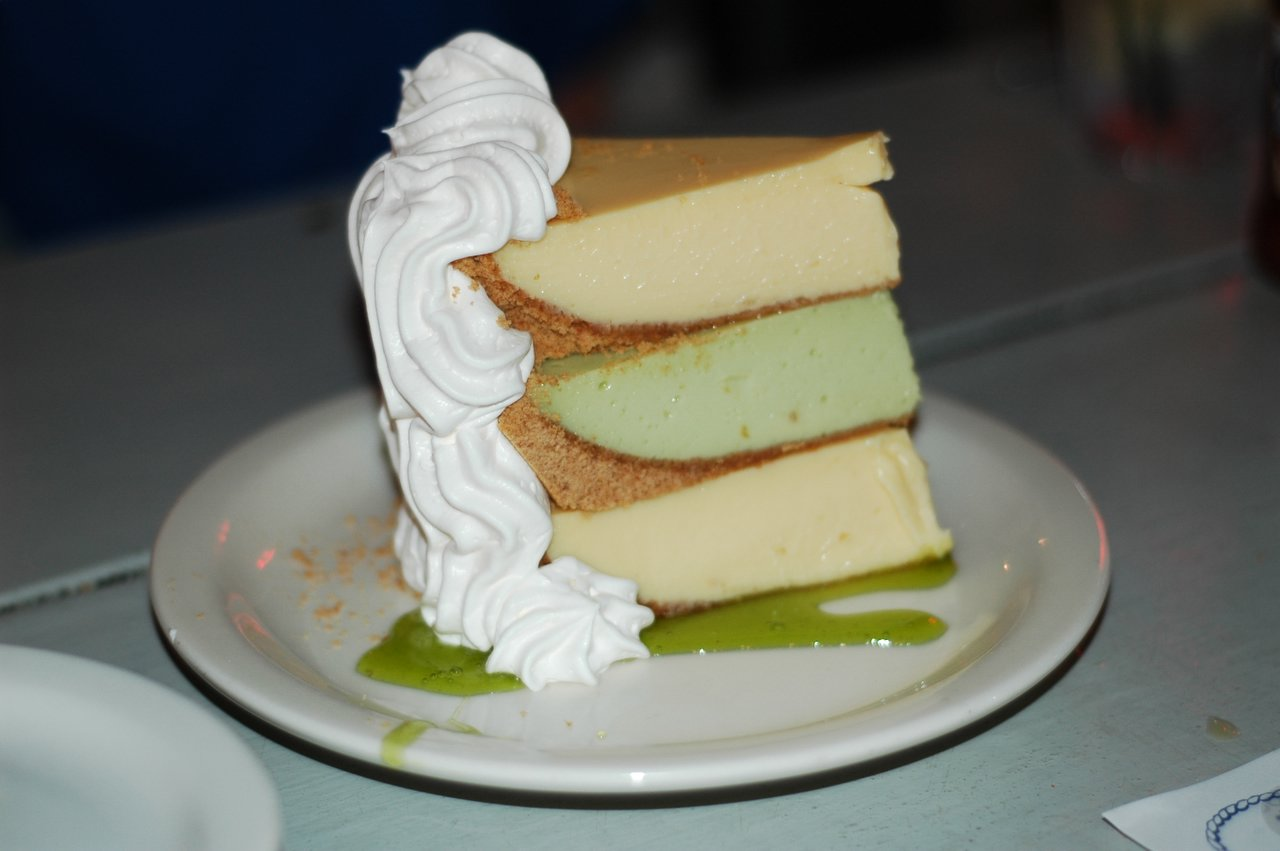
식당의 키라임 파이

## 같이 보기
- 파블로바